# Clemens Czwalina
Clemens Czwalina (* 1934) ist ein deutscher Sportwissenschaftler.

## Leben
Czwalina war an der Universität Hamburg von 1977 bis 1995 Professor für Sportwissenschaft im Arbeitsbereich Bewegung und Training. In den Jahren von 1977 bis 1980 hatte er als Institutsdirektor die Leitung des Instituts für Sportwissenschaft inne und war nach dessen Aufwertung und Umwandlung in den Fachbereich Sportwissenschaft im Jahre 1980 dessen erster Fachbereichssprecher.
Zu seinen Forschungsschwerpunkten gehörte das Sportspiel, er leitete Projekte zur Spieleranalyse im Volleyball und befasste sich unter anderem mit Themen den Sportunterricht betreffend und Ende der 1960er/Anfang der 1970er Jahre mit dem „Beitrag der Leibesübungen und des Sports zur politischen Erziehung“.
Czwalina war Verfasser und Mitverfasser mehrerer Basketball-Lehrbücher, darunter Basketball. Teil 2: Grundlagen der Technik im Bild. Schriftenreihe für Sportwissenschaft und Sportpraxis (1971, gemeinsam mit Hans-Dieter Niedlich), Basketball. Teil 1: Grundlagen der Technik. Schriftenreihe für Sportwissenschaft und Sportpraxis (1973, gemeinsam mit Hans-Dieter Niedlich) und Der Gegenblock im Basketball. Ein Lern- und Trainingsprogramm (1982, gemeinsam mit Brigitta Brandt und Sabine Stahl). Der aktive Golfspieler war ebenfalls Verfasser und Herausgeber zahlreicher weiterer Artikel und Bücher zu sportwissenschaftlichen Themen. Czwalina hatte den Vorsitz der Arbeitsgemeinschaft Sportwissenschaftlicher Bibliotheken (AGSB) inne. Von 1988 bis 1996 war er im Bundesinstitut für Sportwissenschaft Mitglied in dessen Fachbeirat „Dokumentation und Information“ beziehungsweise „Fachinformation“ (Berufung durch den Bundesminister des Innern, Az.: SM 1 - 375 182/1 bzw. SM 5 - 372 421/1).